# Komárom-hajógyári avar kori temető

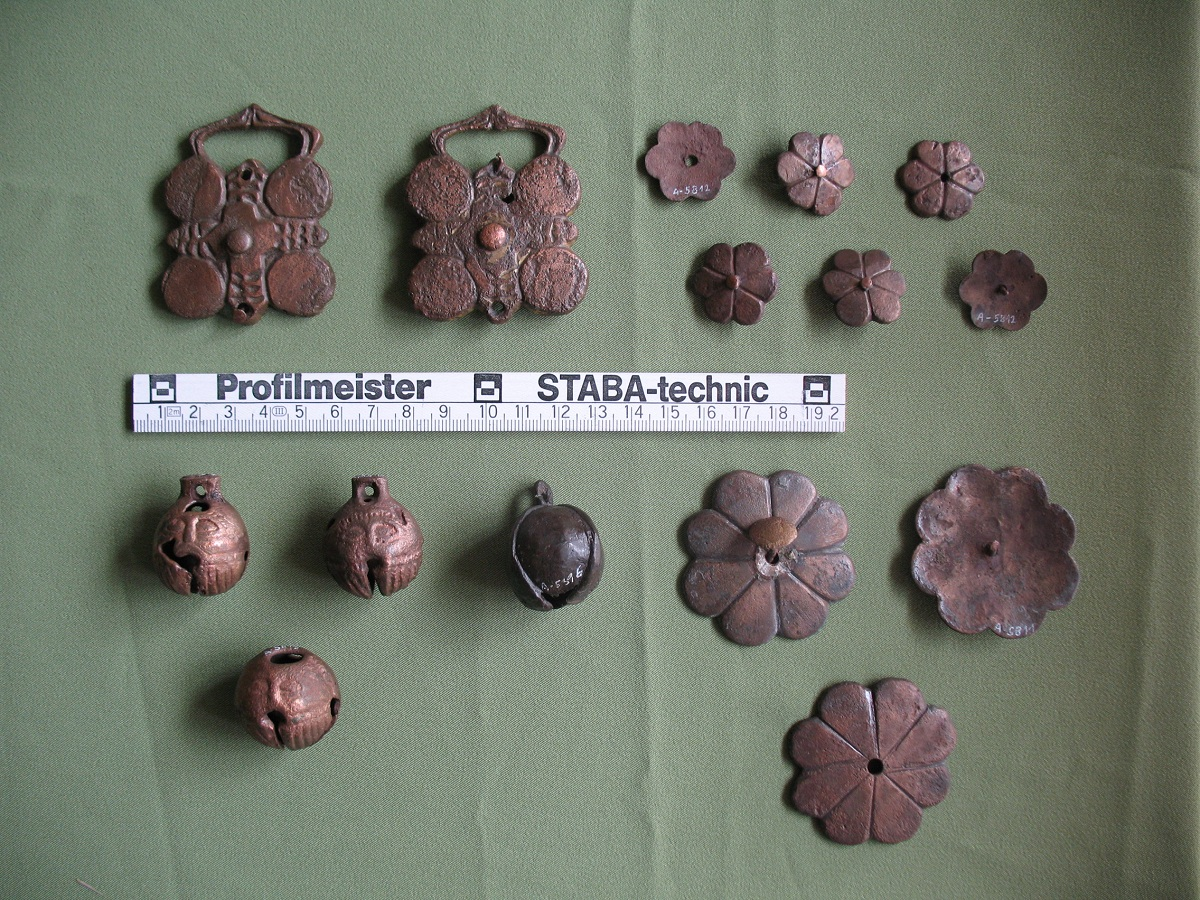
Néhány lószerszám díszveret és tartozék a hajógyári temetőből (Duna Menti Múzeum)

A komáromi hajógyár kollégiumának (ma a Sirály szálloda) építésekor késő avar kori temetőt és a hozzá tartozó település egy részét tárta fel Trugly Sándor régész 1979, 1983 és 1987-1989 között. Az első sírokat még a 20. század 60-as éveinek elején bolygatták meg. Összesen 153 sír, közülük 63 lovassír, a településen pedig 7 földbe mélyített avar kori ház és egyéb telepjelenség került elő. A temetkezések nagy többsége bolygatott, illetve kifosztott, de még így is gazdag leletanyag maradt az utókorra. Ez régészeti szempontból nemcsak Szlovákia, de az egész Kárpát-medence egyik leggazdagabb és legjelentősebb késő avar kori temetője. Már a feltárás idején a szakmai érdeklődés középpontjába került.
A temető gazdag, látványos, szépen megmunkált tárgyakból álló leletegyüttese és a település kerámia anyaga az Avar Birodalom késői, 7. század végétől egészen a 9. század elejéig terjedő korszakát reprezentálja. Legszebb leletei közé tartoznak az aranyozott öv- és lószerszámveretek. Az antropológiai vizsgálatok alapján bizonyos esetekben nőket is temethettek lóval, de fegyverrel és övgarnitúrával sohasem. Egyes kiemelkedő leletek ritkaságszámba mennek (például az oroszlánfej-díszes falérák), mégis szembetűnő a vajdasági Dunacsében talált temetkezésekkel való párhuzam. Ezekben a temetőkben a kutatás a késő avar elit képviselőit keresi, de valószínűbb, hogy katonai szolgálatra specializált, valamiféle közös identitástudattal rendelkező csoportokat képviselnek. Azonos tárgyi kultúrájuk a központi hatalom elosztórendeszeréhez kapcsolódhatott. Szenthe Gergely szerint "talán nem túlzás őket a korai Árpád-kor specializált, falvakban letelepített szolgálónépeihez hasonlítani, a megtelepedésükben megfigyelhető mintázat a központi hatalom működésének lehet a bizonyítéka."
2023-ig a Duna Menti Múzeum régészeti gyűjteményében lévő tárgyak legszebb darabjai a múzeum állandó kiállításán is megtekinthetőek voltak. A korban ritkaságszámba ment a temető gyors, szakmai kiértékelése és teljes publikálása is, mely a feltárás szakaszait követve két részben 1987-ben és 1993-ban előbb német nyelven történt meg. Trugly Sándor 1994-ben képes kiadványban a griffek és oroszlánok népének nevezve jelentette meg magyar nyelven a temető anyagát, majd 1996-ban a teleprészlet is megjelenhetett. A temető és telep magyar nyelvű értékelését 2008-as kiadványában adta ki újra.

## Kiállítások
- 1989 Komárom: Avar leletek Komáromban
- 1996 Halbturn: Hunok és avarok
- 2003 Érsekújvár: Válogatás a Komárom-hajógyári avar temető leleteiből
- 2008 Győr-Komárom: Jöttek - Mentek
- 2015-2018 Avarok és szlávok a Dunától északra (Komárom, Nagytapolcsány, Turócszentmárton, Losonc, Érsekújvár, Galánta, Nagyszombat)
- 2019-2020 Avars and Slavs North of the Danube (Zágráb, Koprivnica)

### Külső hivatkozások
- Ujszo.com új kötet

## Lásd még
- Komárom története
- Trugly Sándor
- A dévényújfalui avar kori temető